# لارنس واینگارتن
لارنس واینگارتن (انگلیسی: Lawrence Weingarten؛ ۳۰ دسامبر ۱۸۹۷ – ۵ فوریهٔ ۱۹۷۵) هنرپیشه و تهیه‌کننده اهل ایالات متحده آمریکا بود.
وی همچنین برنده جوایزی همچون جایزه اسکار یادبود ایروینگ جی. تالبرگ شده است.